# Lamborghini

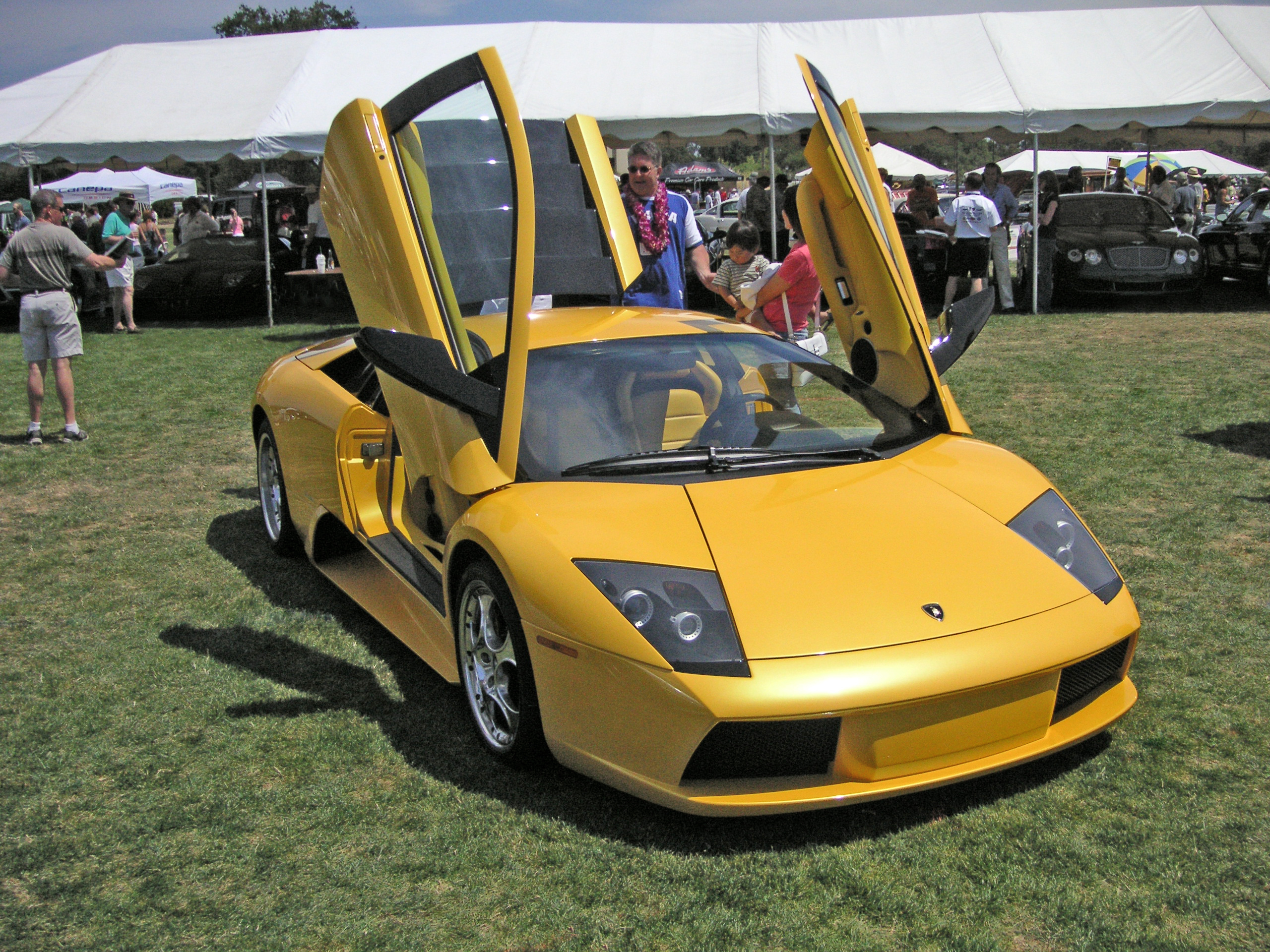
En Lamborghini Murciélago.

Automobili Lamborghini S.p.A. (italienskt uttal: [lamborˈɡiːni]) är en italiensk tillverkare av sportbilar med fabrik i Sant'Agata Bolognese i provinsen Bologna i Italien. Bilmärket ägs av Volkswagen AG med Audi som ansvarigt för märket. Lamborghinis traktortillverkning ingår i SAME Deutz-Fahr (SDF).
Lamborghini har även tillverkat motorer åt Formel 1-stallen Larrousse, Ligier, Lotus, Minardi och Modena Team SpA.

## Historia

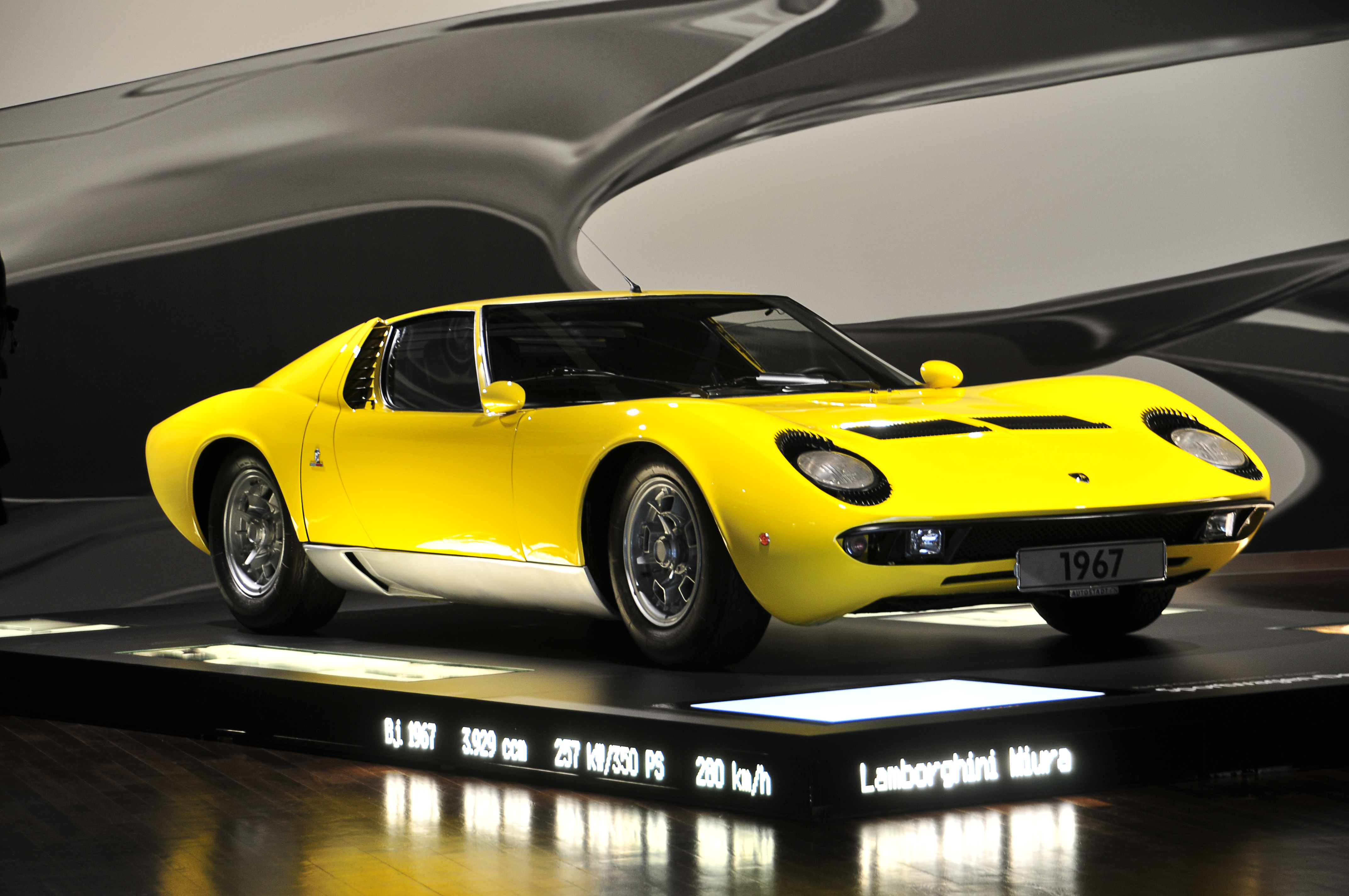
Lamborghini Miura

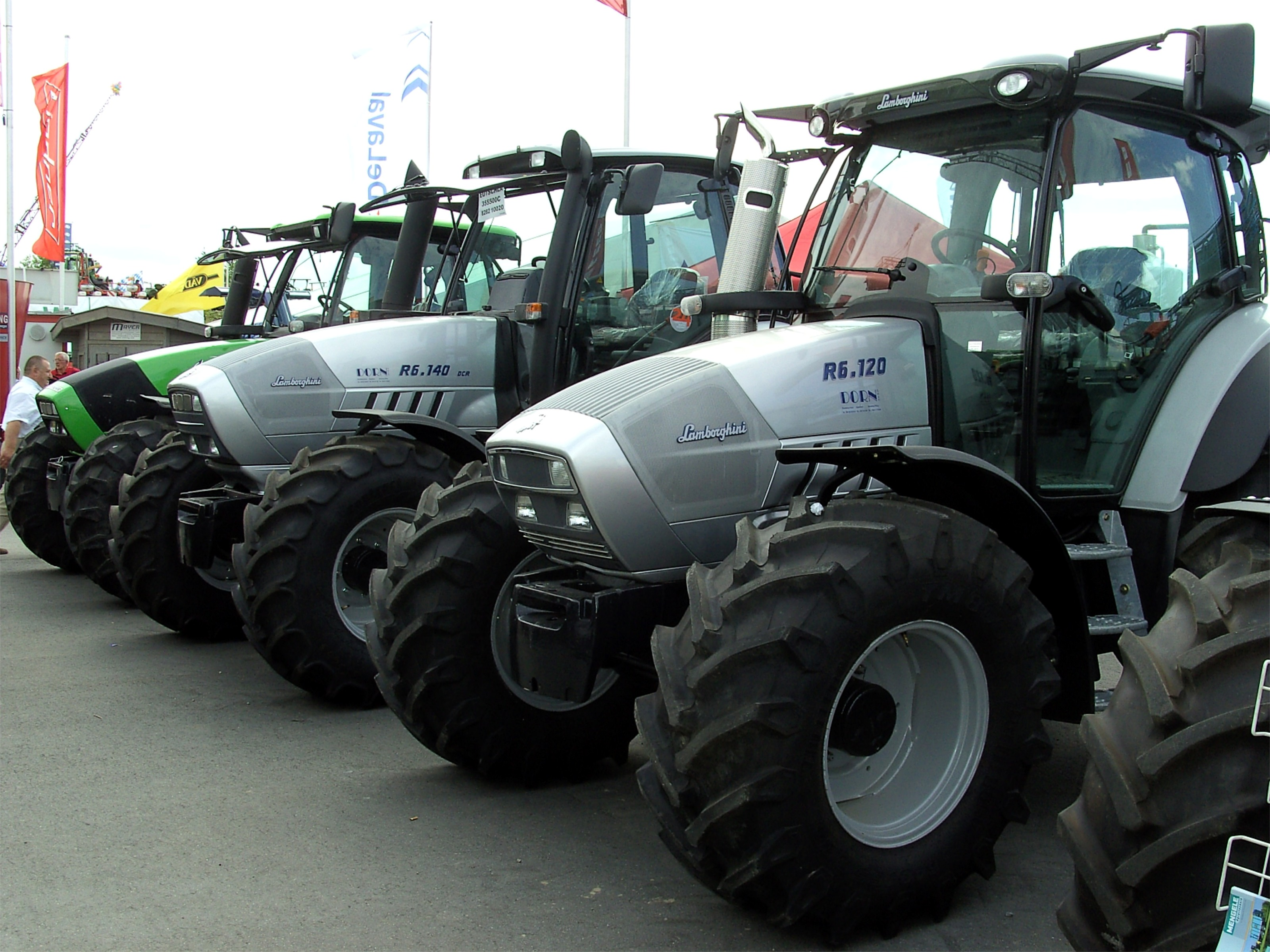
Lamborghini-traktorer.

Ferruccio Lamborghini växte upp i en liten by utanför Bologna. Han var tidigt intresserad av teknik och studerade teknik i Bologna. Under andra världskriget reparerade han militärfordon på Rhodos. Efter kriget livnärde han sig genom att bygga om gamla militärfordon till traktorliknande fordon som Italien var i stort behov av. 1949 började han tillverka traktorer i företaget Lamborghini Trattrice. Han började utveckla traktorer och motorer. Företaget utvecklades till en av Italiens ledande traktortillverkare.
Ferruccio Lamborghini började utveckla en egen sportbil sedan han blivit missnöjd med den Ferrari han köpt. 1963 öppnades en fabrik i Sant' Agata under namnet Automobili Ferruccio Lamborghini S.p.A. Den första sportbilen Lamborghini 350 GT lanserades 1963 tillsammans med Lamborghini 400 GT innan den första stora succén kom - klassiska Lamborghini Miura (1966). 1968 lanserades Lamborghini Espada som blev Lamborghinis dittills mest framgångsrika modell.
Miuran ersattes av supersportbilen Lamborghini Countach 1974. Under 1970-talet drabbades Lamborghini som flera andra italienska lyx- och sportbilstillverkare (bland annat Iso Rivolta, Maserati) av svår ekonomisk kris. Detta ledde till att Ferruccio Lamborghini tvingades sälja sitt livsverk. Lamborghinis sportbils- och traktortillverkning splittrades, där traktorerna hamnade hos SAME Deutz-Fahr. 1978 var Lamborghini bankrutt och italienska domstolar tog kontroll över bolaget och Jean-Claude och Patrick Mimran utsågs till förvaltare. Bröderna Mimran tog sedan över företaget 1984. 1987 trädde Chrysler in som ny ägare.
Från 1986 tillverkade Lamborghini en ovanlig terrängmodell, LM som utvecklats utifrån det misslyckade projektet med modellen Cheetah. Den framgångsrika och extrema Countach, som tillverkats länge, fick ungefär samtidigt sin efterföljare i Lamborghini Diablo. Även den nya modellen fick de karaktäristiska dörrarna från Countach, som öppnades uppåt. Diablo fick under lång tid vara företagets flaggskepp.
Under 1990-talet kom nya svåra tider vilket ledde till Volkswagen/Audis övertagande 1998. Omstruktureringar och nysatsningar ledde fram till de nya modellerna, den mindre Lamborghini Gallardo och Diablos efterföljare Lamborghini Murciélago.

## Modeller

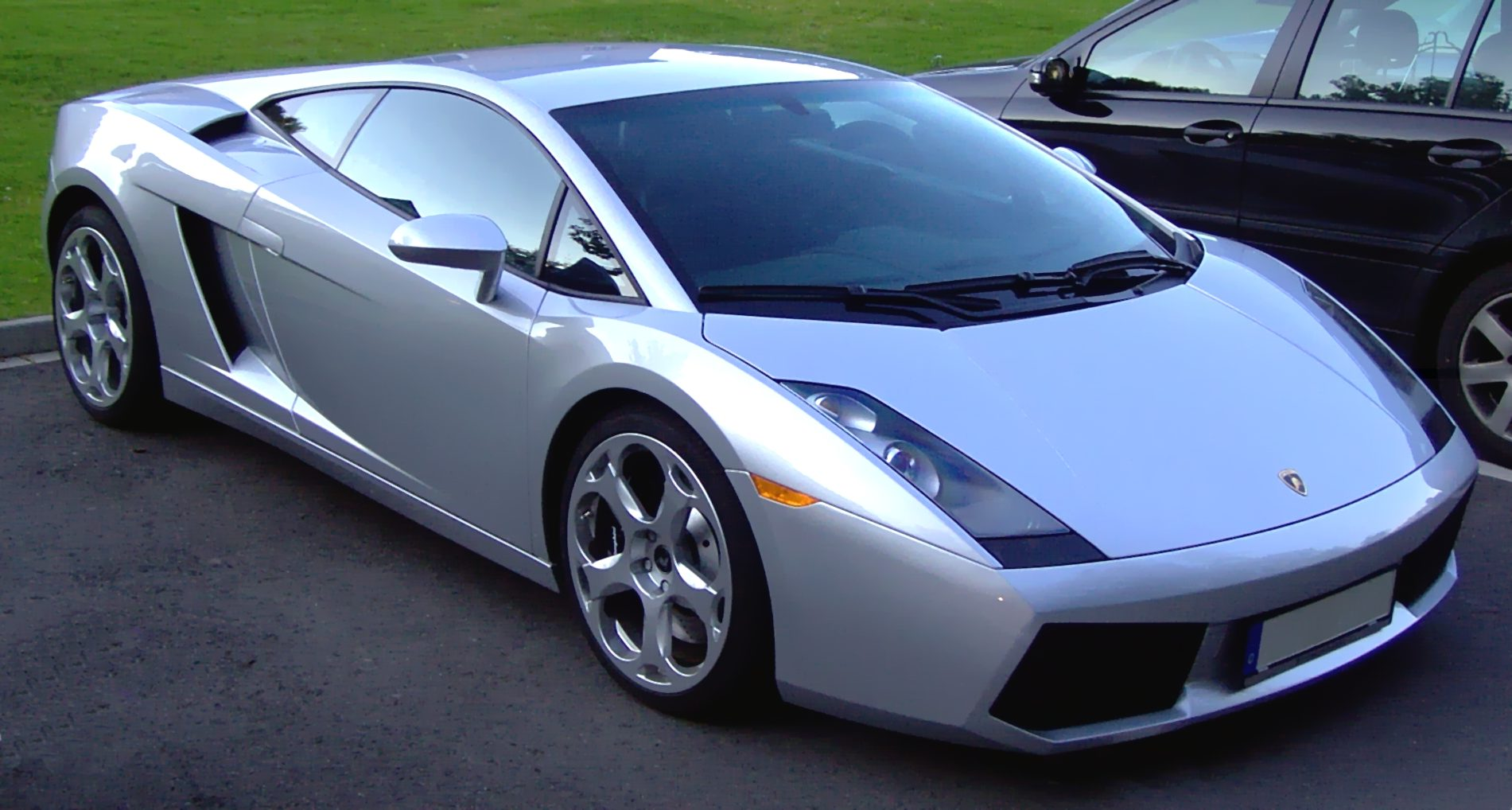
Lamborghini Gallardo
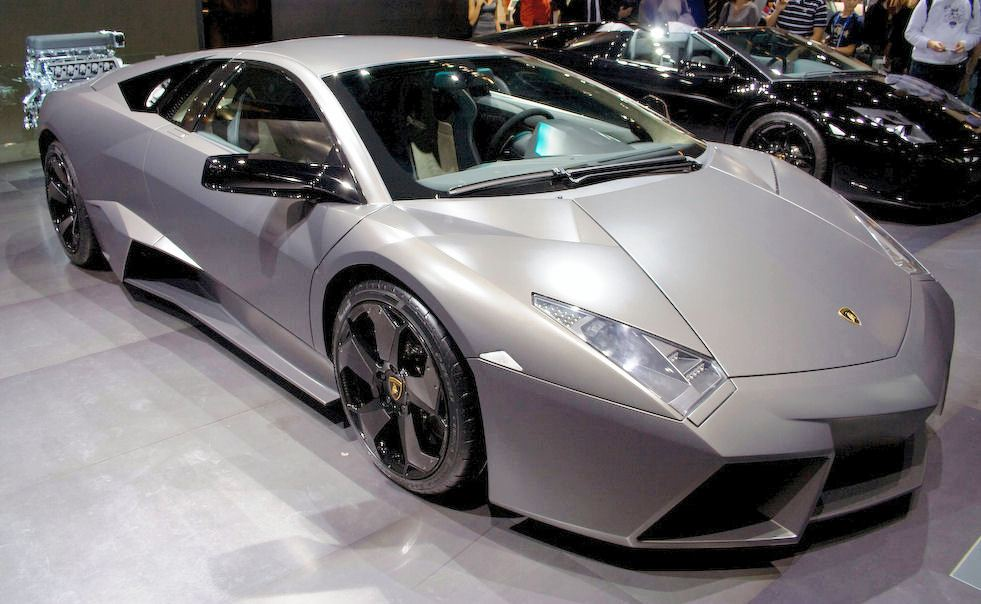
Lamborghini Reventon
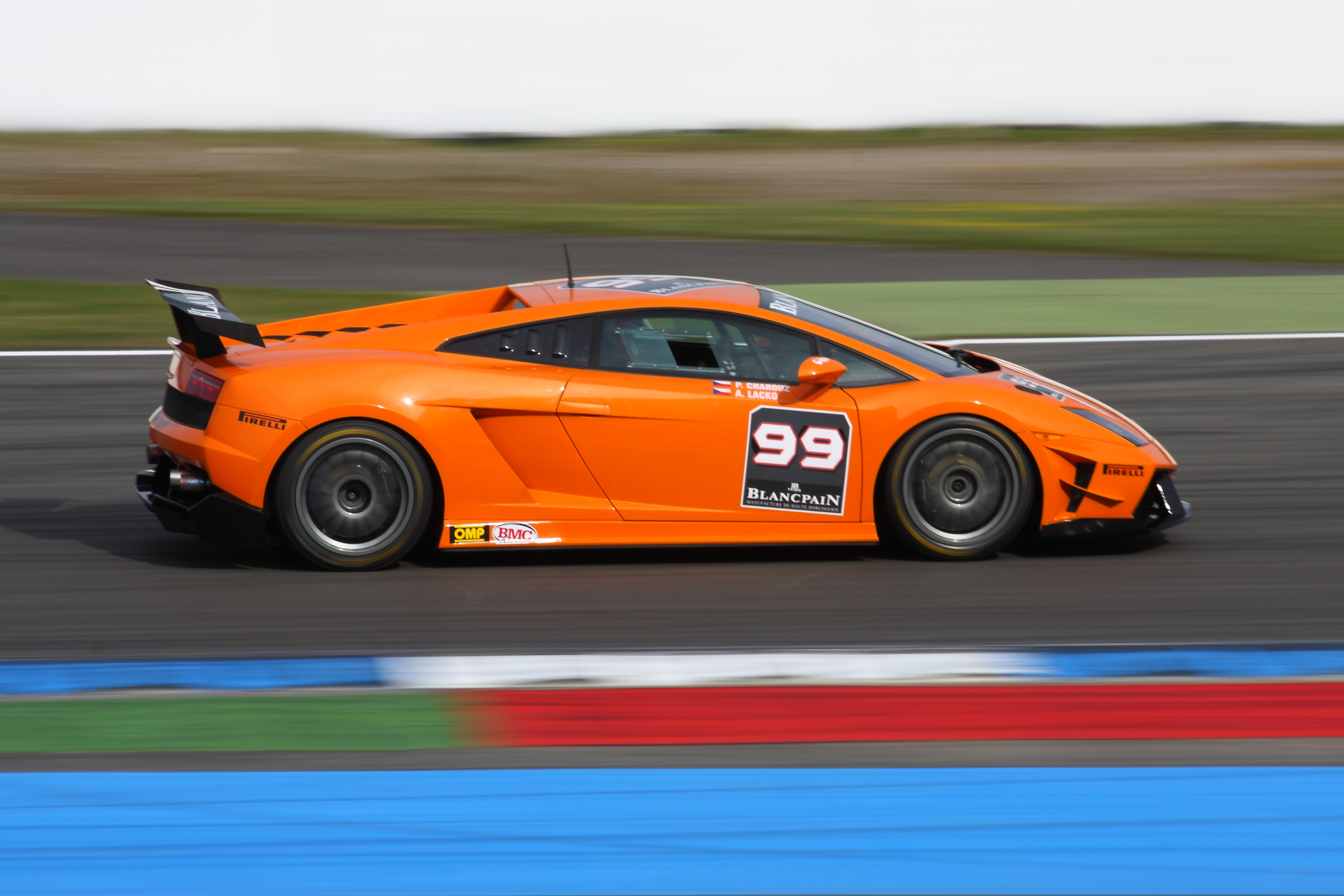
Lamborghini Super Trofeo

### Aktuella modeller
- Lamborghini Reventon (2008-)
- Lamborghini Aventador (2012-)
- Lamborghini Estoque (2011-)
- Lamborghini Huracán (2014-)

### Konceptbilar
- Lamborghini Sesto Elemento (2010)
- Lamborghini Urus (2012)

### Historiska modeller

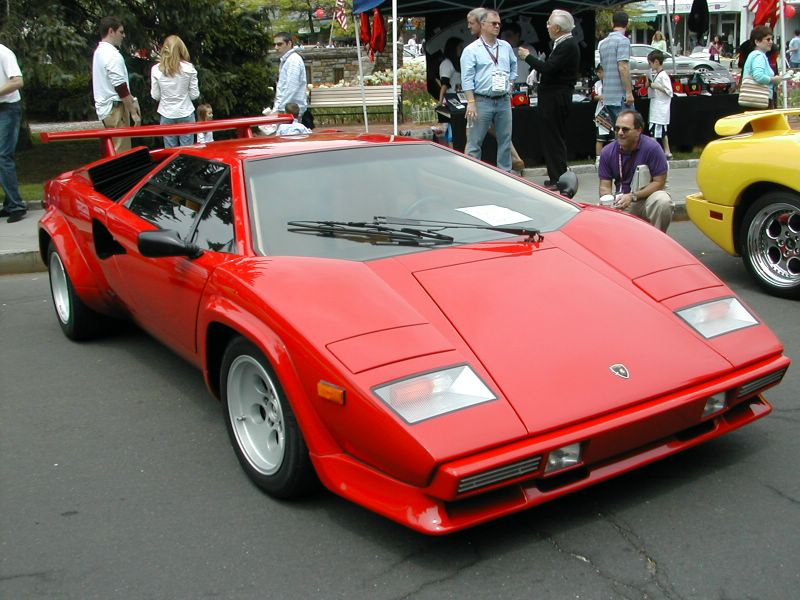
Lamborghini Countach.
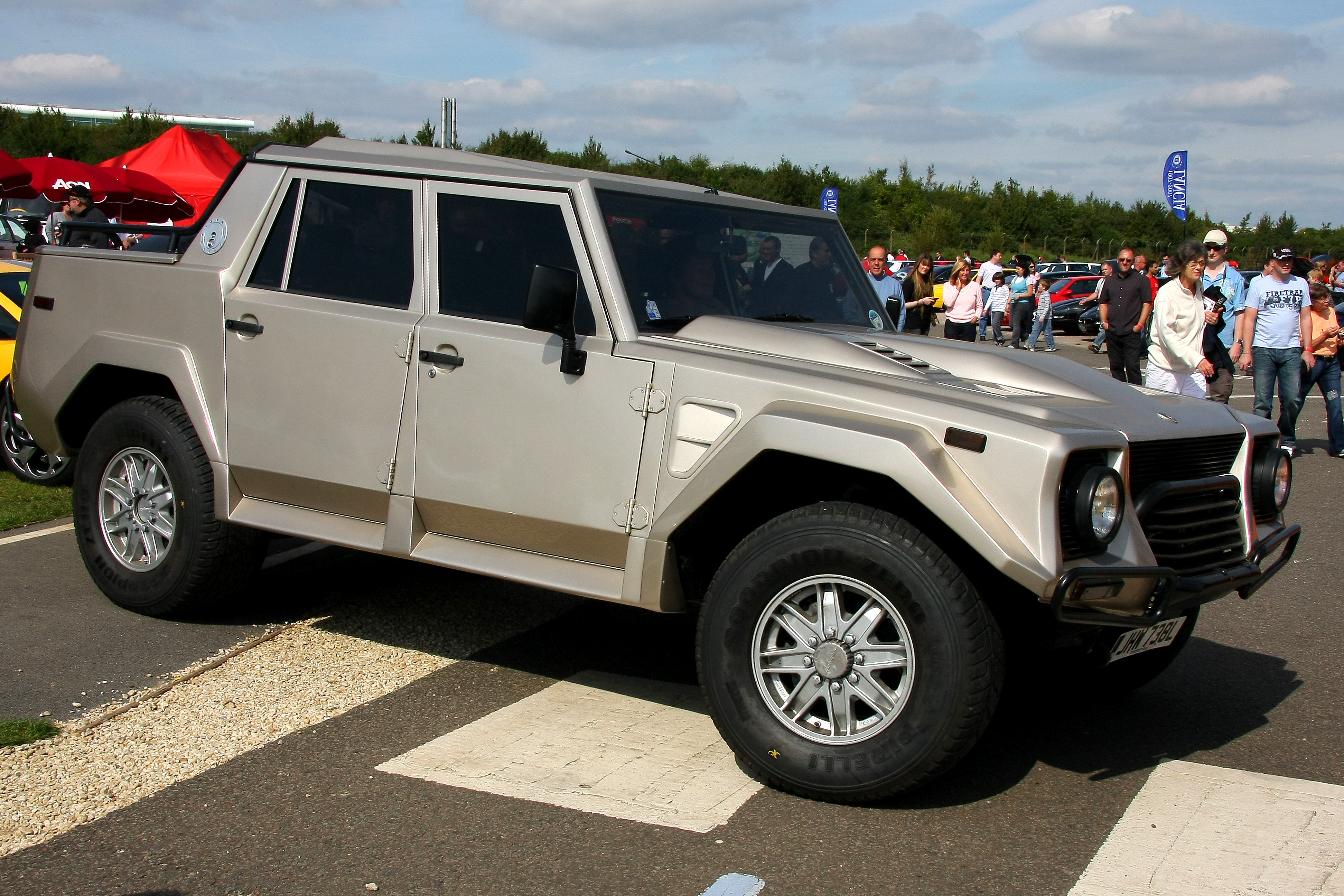
Lamborghini LM002
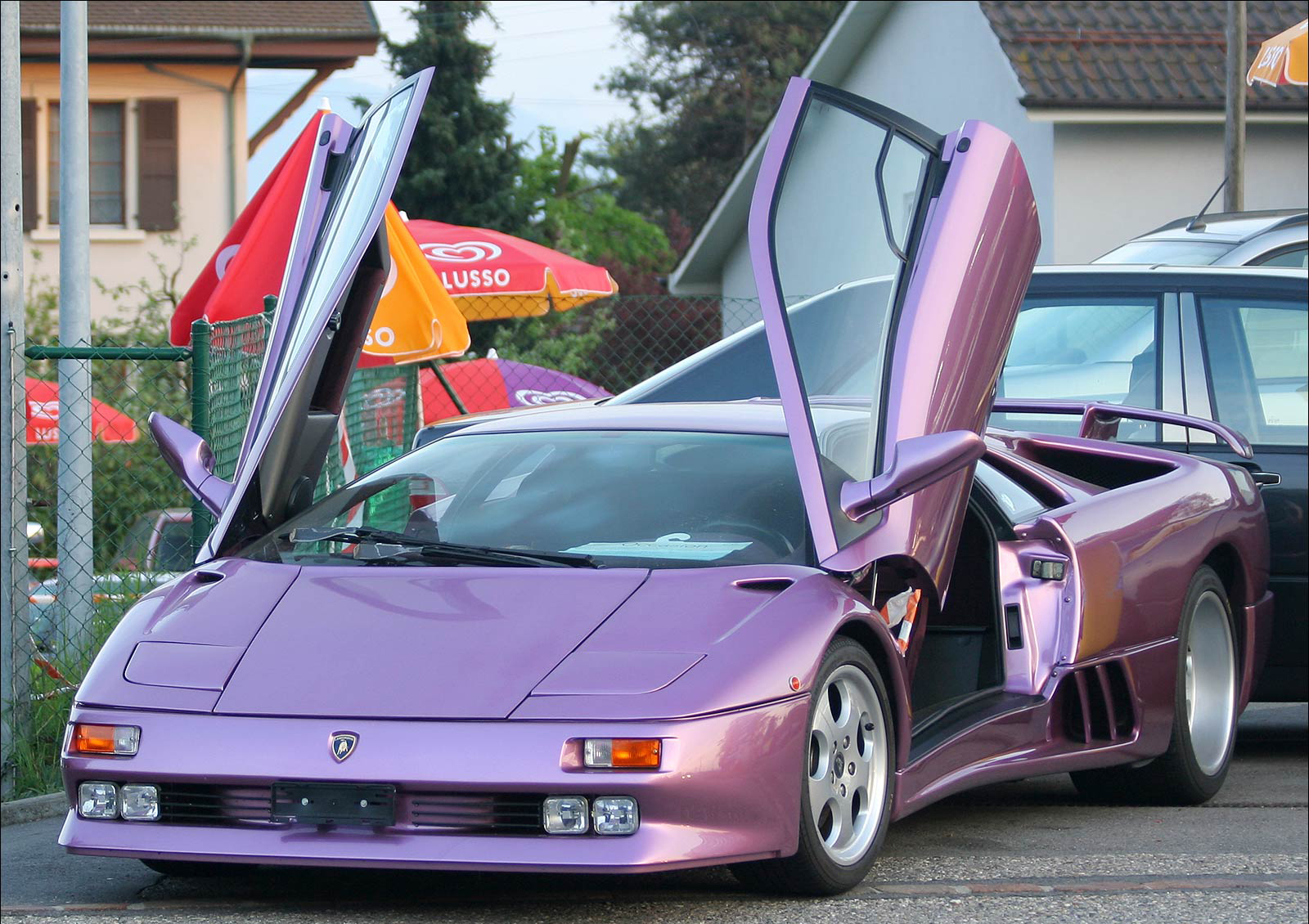
Lamborghini Diablo

- Lamborghini 350 GT/400 GT (1964-68)
- Lamborghini Miura (1966-73)
- Lamborghini Islero (1968-70)
- Lamborghini Espada (1968-78)
- Lamborghini Jarama (1970-76)
- Lamborghini Urraco (1973-77)
- Lamborghini Countach (1973-88)
- Lamborghini Silhouette (1976-77)
- Lamborghini Jalpa (1981-91)
- Lamborghini LM002 (1985-92)
- Lamborghini Diablo (VT 6.0, GT, SV (Serie 1), SV (Serie 2), SV (Serie 3), Roadster, SE30/SE30 "Jota", (VT/2WD) (1990-2002)
- Lamborghini Murciélago (2002-2009)
- Lamborghini Gallardo (2003-2013)